# خانه مدرسیان
خانهٔ مدرسیان مربوط به دورهٔ قاجار است و در کاشان، خیابان محتشم کاشانی، گذر پاقپان، کوی میرنشانه، جنب بقعهٔ میرنشانه واقع شده است. این اثر در روز ۲۲ آبان ۱۳۸۶ با شمارهٔ ثبت ۲۰۰۲۹ به‌عنوان یکی از آثار ملی ایران به ثبت رسیده است.